# Палац Браницьких (Білосток)
Палац Браницьких (пол. Pałac Branickich) — резиденція великого коронного гетьмана Клементія Браницького в місті Білосток (1689—1771). Будувалася в стилі бароко в середині XVIII століття як «Підляський Версаль». За розкішністю оздобленню та вишуканістю обробки не поступався королівському вілянівському палацу.

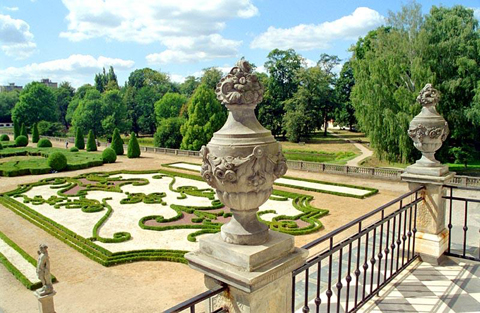
«Французький сад»

У пейзажному парку збереглися павільйон для гостей, арсенал, оранжерея та інші будівлі. Завдяки старанням Яна Клемента Браницького Білостоку в 1749 році королем Августом III Саксонським було надано Магдебурзьке право .
У 1802 році, після розпаду Речі Посполитої, спадкоємці продали резиденцію королю Пруссії. Після Тільзитського миру 1807 року палац перейшов в руки царя Росії Олександра I. Після цього дерева та кущі з палацу було вивезено до царських резиденцій, а більше двадцяти скульптур з саду — в Санкт-Петербург. У 1826 році було демонтовано скульптури, які прикрашали аттик, ліквідовано орнаменти фасаду в стилі рококо, а також скинуто з даху барокові шоломи.
Під час Першої світової війни палац майже не постраждав, а під час Другої світової війни палац на 70 відсотків був знищений.
Палац був поспішно перебудований в 1946—1960 роках у формі, яку він мав у XVIII столітті.
Нині в палаці знаходиться ректорат Білостоцького медичного університету. У великій актовій залі завдяки його відмінній акустиці проводяться регулярні конкурсні слухання хорів в рамках міжнародних фестивалів церковної музики.